# Vincent Enyeama
Vincent Enyeama (* 29. August 1982 in Kaduna) ist ein nigerianischer ehemaliger Fußballtorhüter, der zuletzt beim OSC Lille unter Vertrag stand.

## Karriere

### Verein
Enyeama begann seine Karriere bei den Ibom Stars. Anfang 2001 wechselte er zum FC Enyimba. In den Jahren 2001, 2002 und 2003 konnte der Torhüter mit dem Verein den Meistertitel in Nigeria feiern. Weiters konnte er 2003 mit einem Sieg im Finale gegen den Ismaily SC aus Ägypten die CAF Champions League gewinnen. Dieser Erfolg konnte 2004 wiederholt werden, weiters wurde 2004 der afrikanische Supercup gewonnen. Nach diesen großen Erfolgen wechselte Enyeama 2005 zu Heartland FC, den er aber am Ende der Saison wieder verließ.
Nun ging Enyeama nach Israel zu Bne Jehuda Tel Aviv. In der ersten Saison wurde man Vierter in der Liga, weiters wurde das Pokalfinale erreicht, wo man an Hapoel Tel Aviv scheiterte. Nach Platz neun 2006/07 kam der Wechsel zu Hapoel Tel Aviv. In der Meisterschaft wurde Enyeama mit dem Verein nur enttäuschender Siebenter, jedoch konnte wiederum das Pokalfinale erreicht werden. Dort scheiterte man diesmal an Beitar Jerusalem. 2008/09 wurde man Vizemeister und spielte darauf in der Europa League, wo man sich überraschend für das Finale der Besten 32 qualifizierte. Am Ende des Jahres 2009 wurde Enyeama zu Israels Fußballer des Jahres gekürt und mit seiner Mannschaft wurde er israelischer Meister 2010.
Anfang Juli 2011 wechselte Enyeama von Hapoel zum französischen Meister OSC Lille. Er unterzeichnete einen Vierjahresvertrag. In Lille konnte er sich vorerst gegen Mickaël Landreau und Steeve Elana nicht durchsetzen, sodass er in der Saison 2012/13 an Maccabi Tel Aviv verliehen wurde. Nach seiner Rückkehr zu den Nordfranzosen im Sommer 2013 allerdings bestritt er die ersten 17 Punktspiele von der ersten bis zur letzten Minute und erwies sich dabei als großer Rückhalt der Dogues, behielt in 14 Partien eine „weiße Weste“, musste überhaupt nur fünf Gegentreffer hinnehmen und blieb dabei 1062 Minuten in Serie unbezwungen. Gaëtan Huards gut 20 Jahre alten französischen Ligarekord von 1176 Minuten ohne Gegentor übertraf Enyeama damit allerdings nicht.

### Nationalmannschaft
Ohne zuvor ein Länderspiel bestritten zu haben, wurde Enyeama in den nigerianischen Kader zur Fußball-Weltmeisterschaft 2002 in Japan und Südkorea berufen. Dort debütierte er im dritten Vorrundenspiel gegen die englische Fußballnationalmannschaft – nach Niederlagen gegen Schweden und Argentinien war Nigeria zu diesem Zeitpunkt allerdings bereits ausgeschieden. Mit einer starken Leistung trug Enyeama entscheidend dazu bei, dass gegen England ein torloses Unentschieden erreicht wurde. Wenig später trat der Stammtorwart der Nationalelf, Ike Shorunmu, zurück und Enyeama wurde sein Nachfolger.
2004 in Tunesien, 2006 in Ägypten und 2010 in Angola nahm er als Stammtorhüter der Nationalmannschaft an Afrika-Meisterschaften teil. In allen drei Endrunden kam er zu jeweils sechs Einsätzen und bei allen drei Endrunden wurde das Team am Ende Dritter. Beim Afrika-Cup 2008 in Ghana stand Enyeama als Ersatztorwart im Kader der Super Eagles, da Trainer Berti Vogts den körperlich überlegenen Austin Ejide bevorzugte.
Auch an der WM 2010 in Südafrika nahm Enyeama teil. Diesmal stand er bei allen 3 Vorrundenspielen seiner Mannschaft im Tor. Nach einer Weltklasseleistung gegen Argentinien und einer trotz eines Fehlers immer noch starken Partie gegen Griechenland, machte er im letzten Gruppenspiel gegen Südkorea unerwartet viele Fehler und war somit am frühzeitigen Aus seiner Mannschaft direkt beteiligt.
Enyeamas nächstes großes Turnier war die Fußball-Afrikameisterschaft 2013, nachdem Nigeria 2012 in der Qualifikation an Guinea gescheitert war. 2013 gewann Nigeria mit Enyeama als Stammtorwart das Turnier.
Auch bei der WM 2014 in Brasilien war er Stammtorhüter und kam in allen vier Spielen zum Einsatz, schied aber im Achtelfinale gegen Frankreich aus.
Am 25. März 2015 machte er als zweiter Nigerianer sein 100. Länderspiel.

## Erfolge
- Nigerianischer Meister 2001, 2002, 2003
- CAF Champions League 2003, 2004
- Afrikanischer Supercup 2004
- Afrika-Meisterschaft 2013
- Teilnahme an der Fußball-WM 2002, 2010, 2014
- Israels Fußballer des Jahres 2009
- Israelischer Meister 2010
- Spieler des Monats der Ligue 1: Oktober 2013, November 2013